# Eois transsecta
Eois transsecta là một loài bướm đêm trong họ Geometridae.